# Dunham Massey Hall
Dunham Massey Hall, généralement connu simplement sous le nom de Dunham Massey, est une maison de campagne anglaise dans la paroisse de Dunham Massey dans le district de Trafford, près d'Altrincham, dans le Grand Manchester. Pendant la Première Guerre mondiale, elle est temporairement utilisée comme hôpital militaire de Stamford.
Elle est classée bâtiment Grade I le 5 mars 1959 et appartient au National Trust depuis la mort de Roger Gray, 10e et dernier comte de Stamford en 1976.
Dunham Massey est reconstruit au début du XVIIIe siècle par George Booth (2e comte de Warrington). Il a hérité d'un vieux manoir de son père, qui est alors dans un état lamentable.
Il y a des modifications importantes, notamment à l'intérieur, au début du XXe siècle. Elle possède des jardins à la française historiques et un parc aux daims. Le parc et les jardins sont classés Grade II * sur le registre des parcs et jardins historiques.

## Histoire
Le « vieux » Sir George Booth, 1er baronnet construit le premier manoir sur le site au début du XVIIe siècle,,. Cependant, la maison reste inachevée au moment de sa mort et n'est achevée qu'après la guerre civile à la fin du XVIIe siècle par son petit-fils, George Booth (1er baron Delamer). Il hérite des dettes familiales et consacre une énergie considérable à investir dans l'avenir de Dunham Massey Hall ; il plante des arbres pour vendre du bois et travaille pour récupérer les dettes impayées. La cour de service du manoir date de c. 1721. La tour de l'horloge a une inscription avec cette date, suggérant que c'est à ce moment-là que des améliorations sont apportées aux écuries. Dans les années 1730, John Norris est amené à repenser l'ensemble du manoir par le 2e comte de Warrington, avec une conception de façade en brique accentuée par des baies et une pièce maîtresse en pierre.
George Booth (2e comte de Warrington) meurt en 1758 et, dans un geste remarquable pour le XVIIIe siècle, s'assure que son unique enfant, une fille, Lady Mary Booth (1704-1772), hérite et contrôle le domaine. Elle épouse son cousin, Harry Grey (4e comte de Stamford) (1736 - 1768), dont les propriétés familiales comprennent son domaine d'Enville Hall. Lady Mary supervise le remodelage du paysage à Dunham Massey, dont une partie, à l'extérieur du mur du parc, qui aurait été entreprise par Lancelot Capability Brown. Leur fils, George Grey (5e comte de Stamford), hérite à la fois de Dunham Massey et d'Enville Hall, ainsi que d'autres propriétés. Dans les années 1780, il commande un remodelage de la Grande Galerie et de la façade sud de la maison par l'architecte John Hope. Il meurt en 1819 et son fils, également George Grey (6e comte de Stamford), hérite du domaine et commence à introduire des modernisations dans la maison.
Le 6e comte meurt en 1845, et son petit-fils, George Harry Grey, hérite et devient le 7e comte de Stamford. Il se marie deux fois, d'abord avec Elizabeth (Bessie) King Billage, la fille d'un cordonnier de Cambridge; le second à Catherine Cocks, une artiste de cirque. Cependant, la noblesse locale rejette ses choix d'épouse, ce qui l'amène à quitter Dunham Massey et à déménager à Enville Hall. La maison est gérée par Robert Cox, le neveu de Catherine, et louée à des locataires pendant les cinquante années suivantes.
Le 7e comte meurt en 1883 et son cousin, le révérend Harry Grey hérite du titre de 8e comte de Stamford, mais n'habite jamais à Dunham. Au moment de son héritage, il vit en Afrique du Sud, ayant quitté l'Angleterre en raison d'une dépendance à l'alcool et au jeu. Il se marie trois fois : sa première épouse Susan Gaydon est décédée en 1869 ; sa deuxième épouse Annie Macnamara est décédée en 1874. Sa troisième épouse, Martha Grey, comtesse de Stamford, une femme Khoekhoe, est la fille d'une femme affranchie, anciennement asservie. Elle et le 8e comte se marient en 1880. Ils ont déjà deux enfants, John et Frances, et leur troisième, Mary, est née après leur mariage. Bien que leur mariage soit reconnu par la loi sud-africaine à l'époque, il n'est pas reconnu par la loi anglaise. Cela signifie qu'à la mort du 8e comte en 1890, son fils, John, ne peut pas hériter, et le titre passe à William Grey (9e comte de Stamford), qui est le neveu du 7e comte. Il hérite du titre, mais pas des actifs, jusqu'à la mort de la 7e comtesse, Catherine Cox, en 1905. Avec sa femme, Penelope Theobald, ils mènent un programme de restauration de la maison.
La maison est modifiée en 1905-1908 par l'architecte Compton Hall et par l'architecte d'intérieur Percy Macquoid (en), en vue de sa réoccupation par William Gray, 9e comte de Stamford. Cependant, le 9e comte meurt en 1910, juste au moment où la famille devait emménager. Jusqu'à ces modifications, la façade sud du bâtiment comportait 11 travées de trois étages ; afin de donner au bâtiment un style plus XVIIe siècle, les troisième, quatrième, huitième et neuvième travées sont réduites à deux étages avec des lucarnes, et une pièce maîtresse de trois travées est ajoutée, avec des colonnes de chaque côté de la travée centrale comme ainsi que des frontons en pierre. 
William Gray meurt en 1910 et est remplacé par son fils, Roger Grey (10e comte de Stamford), qui fait don de la maison, de son contenu et du domaine de 3000 acres au National Trust à sa mort en 1976. À l'époque, il s'agit du legs le plus généreux de l'histoire de la Fiducie.

### Hôpital militaire de Stamford

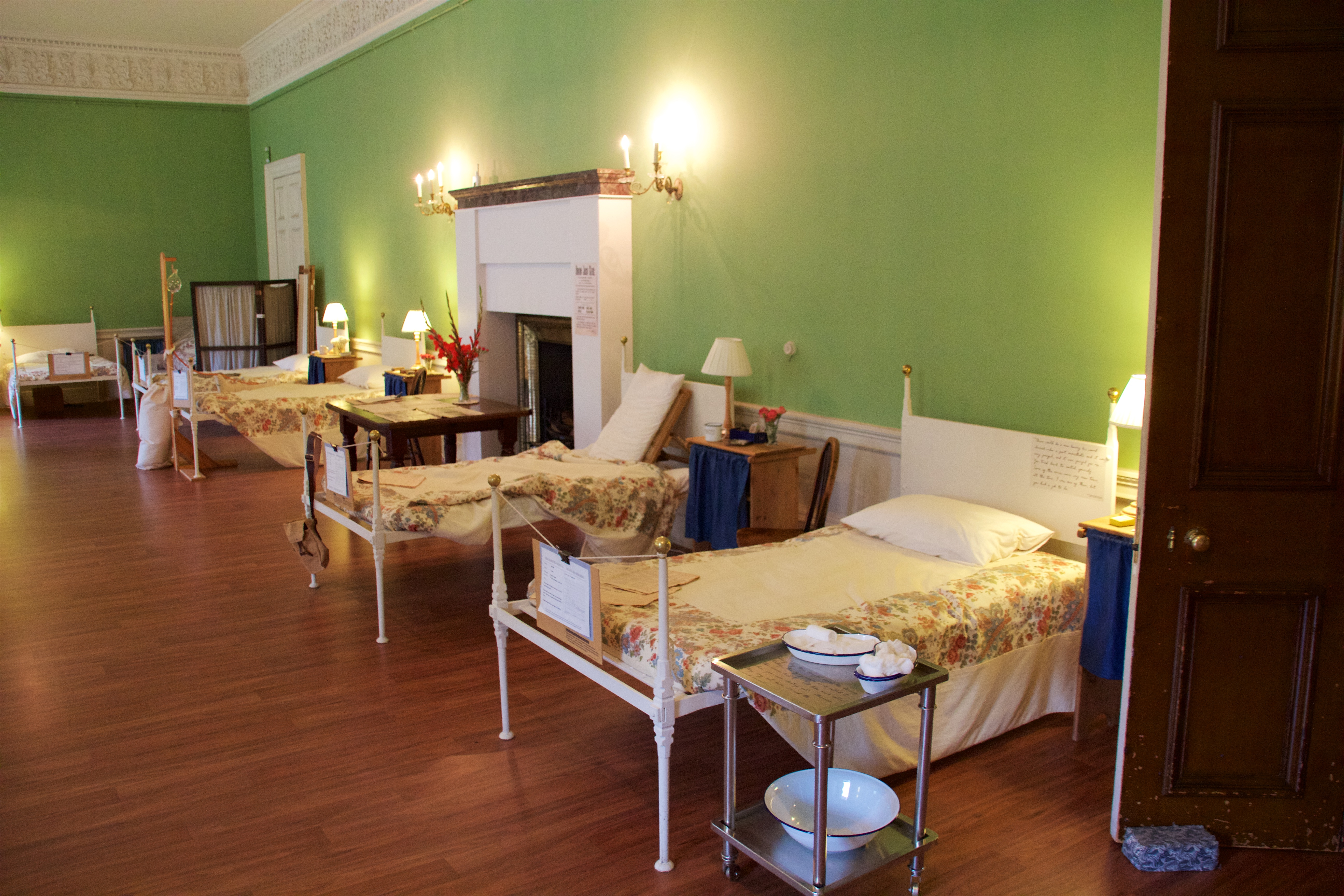
Un service hospitalier à l'intérieur de Dunham Massey Hall tel que reconstruit en 2015.

Pendant la Première Guerre mondiale, Penelope Grey, comtesse de Stamford, épouse du 9e comte de Stamford, met la maison à la disposition de la Croix-Rouge en tant qu'hôpital militaire, devenant l'hôpital militaire de Stamford d'avril 1917 à janvier 1919. Il accueille 182 soldats blessés qui ont subi des blessures graves et ont besoin de soins médicaux, mais dont la vie n'est pas en danger, allant d'un empoisonnement au gaz à des balles dans le cerveau. L'hôpital est dirigé par sœur Catherine Bennett. La fille de Lady Stamford, Lady Jane Grey (plus tard Turnbull), suit une formation d'infirmière à l'hôpital.  

## Collections

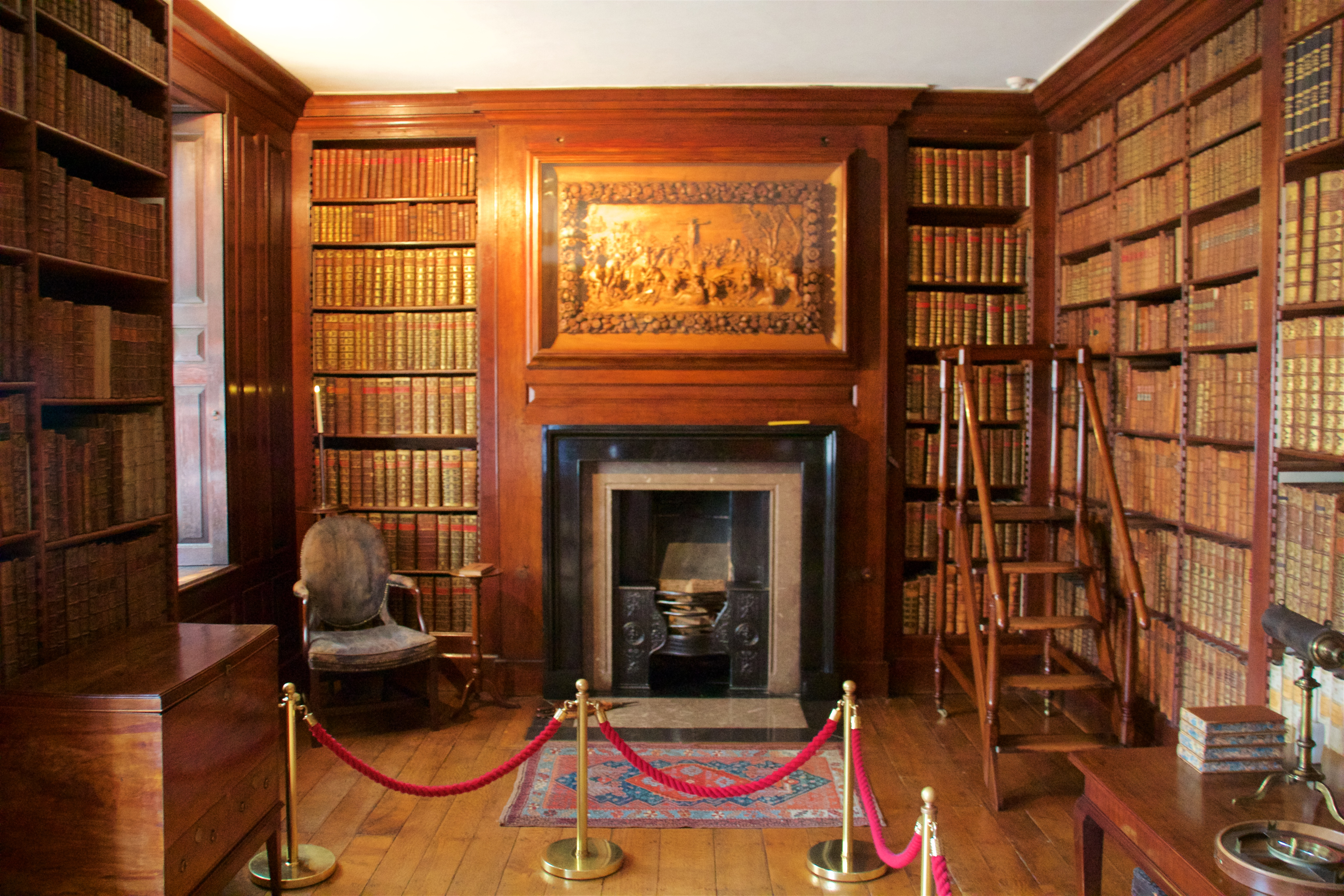
La bibliothèque, avec la sculpture Grinling Gibbons.

Dunham Massey contient l'une des plus importantes collections d'argenterie huguenot, en grande partie rassemblée par George Booth 2e comte de Warrington. Au cours de ses 64 années à Dunham Massey, il accumule plus de 1000 pièces d'argent. Un sixième de la plaque originale reste à Dunham Massey, une grande partie de la collection étant dispersée par la comtesse de Stamford et Warrington (décédée en 1905), veuve de George Harry Grey, 7e comte de Stamford et Warrington (décédé en 1883). Le 10e comte, Roger Grey, dépense beaucoup d'argent et d'efforts pour retrouver les objets de famille originaires de Dunham Massey.
Il y a une belle collection de peintures à l'huile et d'aquarelles. La sculpture sur bois en relief de la Crucifixion de Grinling Gibbons, qui est accrochée dans la bibliothèque, est la première œuvre connue du sculpteur sur bois du XVIIe siècle. C'est sur cet ouvrage qu'il travaillait lorsqu'il est découvert par John Evelyn en 1671. Un groupe de peintures de la maison et du domaine, connu sous le nom de Harris Views, montrant le manoir des années 1730, est décrit par Simon Jenkins comme "l'étude topographique la plus remarquable de toute maison de campagne et de ses terrains à rester in situ ". Il y a aussi une peinture de 1690 par Adrien van Diest montrant l'ancien manoir élisabéthain. Une autre œuvre importante de la collection d'art est une allégorie du temps de Guercino.

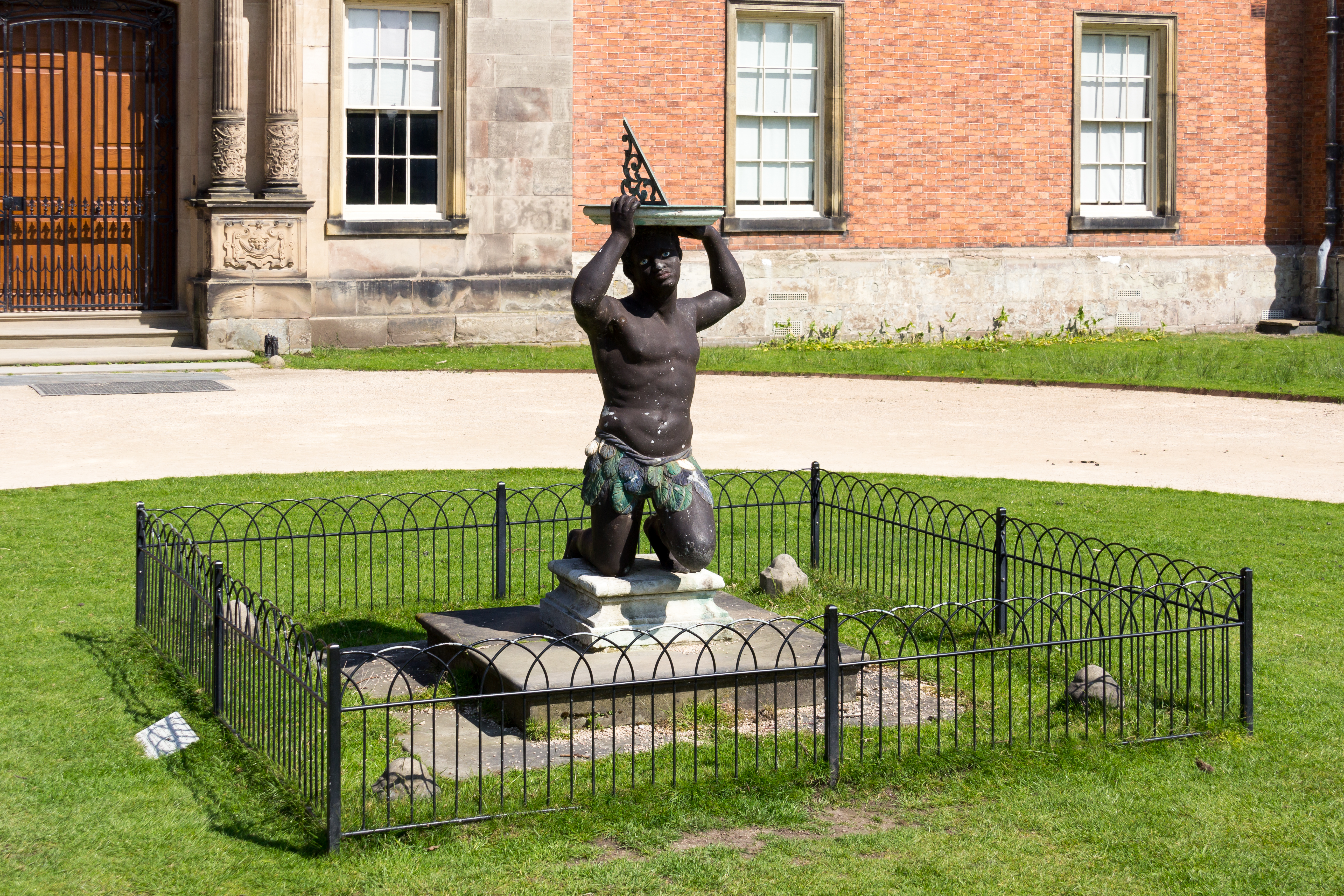
La statue et le cadran solaire autrefois à l'avant de la maison.

Une statue grandeur nature d'un homme noir exotique vêtu seulement d'une jupe de plumes, en position agenouillée et tenant un cadran solaire au-dessus de sa tête, était auparavant située à l'avant de la maison. On pense qu'il s'agit à l'origine d'une personnification de l'Afrique, réalisée par le sculpteur Andries Carpentière vers c. 1735 d'après une figure de John Nost pour le jardin privé du roi Guillaume III à Hampton Court. 

## Autres bâtiments

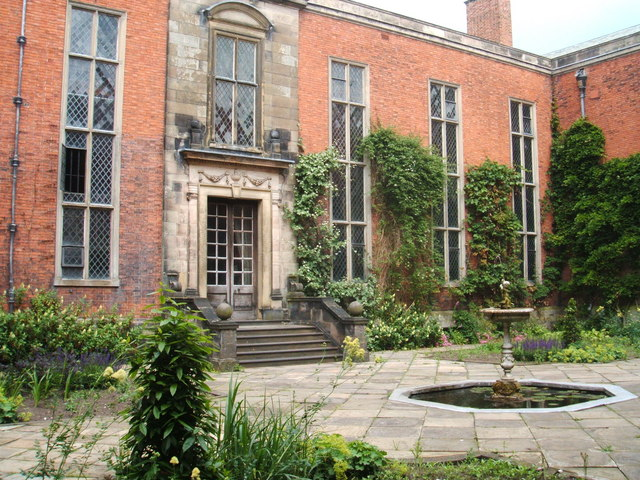
Cour.

La chapelle possède des boiseries en chêne, des bancs et des retables. Les revêtements muraux en soie de la chapelle sont une recréation moderne, basée sur le tissu en soie d'origine, réalisé en 2015-2016. La maison à double cour est construite en briques flamandes, des pansements en pierre et un toit en ardoise Westmorland et galloise. 
Le Carriage House, au sud de la cour de la cuisine, est également classé Grade I. Il a une tourelle d'horloge, qui affiche une date de 1721. 
Également au sud de la maison se trouvent les bâtiments d'étable, également classés Grade I. Ils datent probablement de 1721, mais le côté ouest est agrandi au XVIIIe siècle. Le restaurant est situé à l'étage des écuries sud, avec un glacier en dessous.

## Jardins et parc

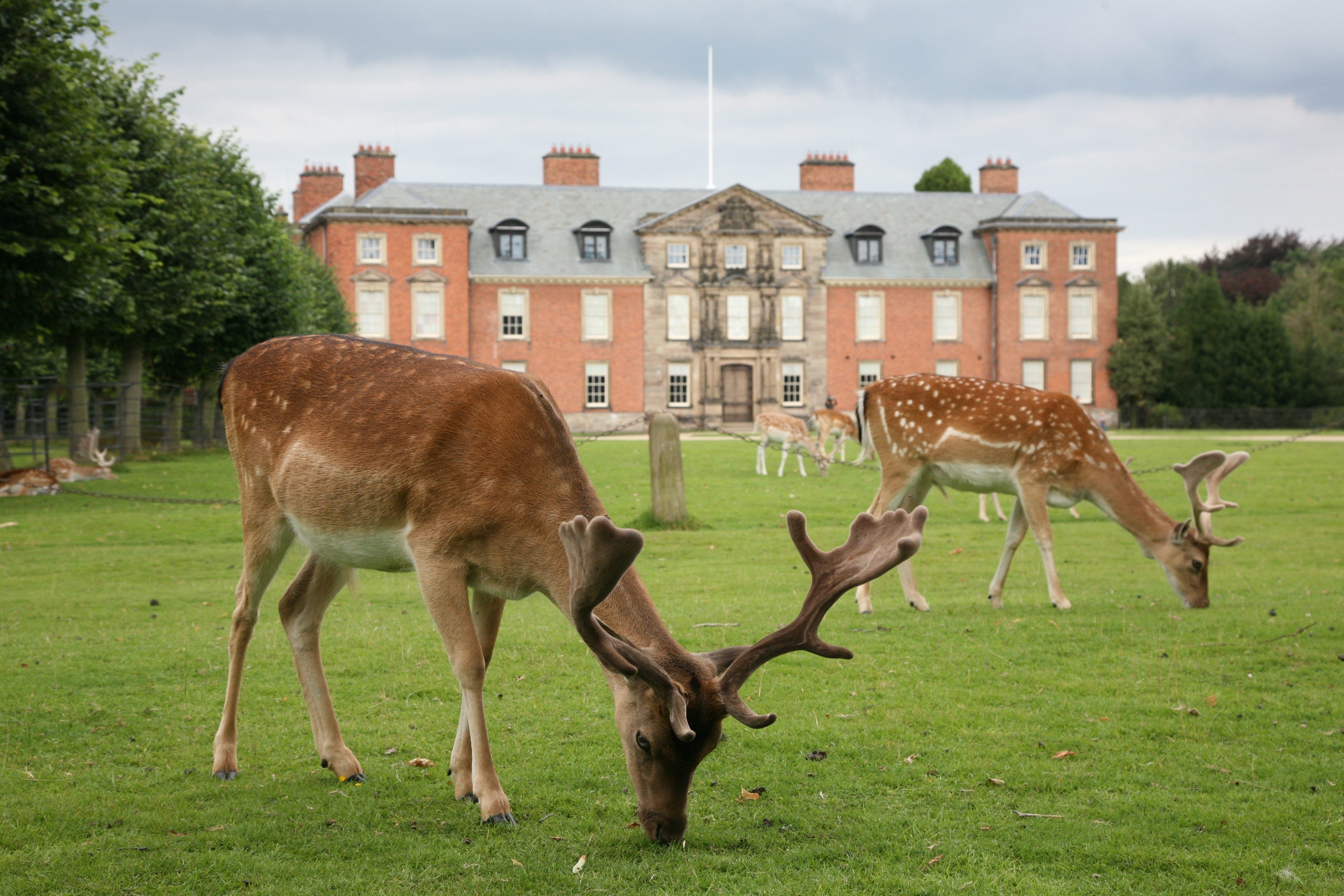
Cerf devant la maison.

Il possède des jardins à la française historiques et un parc aux daims. Le parc et les jardins sont classés Grade II * sur le registre des parcs et jardins historiques. Le parc est également un site d'intérêt scientifique particulier, en raison de l'importance de sa faune de bois mature. Le parc aux cerfs de 300 acres à Dunham Massey remonte à l'époque médiévale.  
En 2012, les jardins abritent plus de 700 espèces de plantes, ainsi que 1 600 arbres et arbustes ; il abrite le plus grand jardin d'hiver de Grande-Bretagne. 
Le plus ancien bâtiment subsistant sur le domaine de Dunham est le moulin à eau, d'abord utilisé comme moulin à grains, puis comme scierie. Pendant la Seconde Guerre mondiale, la partie orientale du domaine est réquisitionnée pour être utilisée d'abord comme camp de l'armée américaine, puis transformée en camp de prisonniers de guerre de Dunham Massey.